# 모지 나들목
|                  | 규슈 자동차도 | 규슈 자동차도 | 규슈 자동차도   |
| ---------------- | ------------- | ------------- | --------------- |
| 1                | 모지 나들목   | 모지 나들목   |                 |
|                  |               | 간몬 교       | 시모노세키 방면 |
| 하타 버스 정류장 | 신모지 방면   |               |                 |

모지 나들목(門司インターチェンジ 모지인타체인지[*])은 후쿠오카현 기타큐슈시 모지구에 위치하고 있는 고속도로 나들목으로, 간몬 교와 규슈 자동차도의 나들목이다. 그래서 간몬 교의 종점이자 규슈 자동차도의 기점이기도 하다. 주고쿠 자동차도의 스이타 분기점에서 계속 이어진 종점부가 이곳에서 초기화한다. 이에 따라, 혼슈 방향 상행선은 0km로 초기화하기 때문에 해당 킬로포스트 상에서는 '스이타에서 550km'라는 간판이 세워져 있고, 정반대로 하행선에는 동일한 간판이 없다.
그리고 기타큐슈 고속 4호선과의 연결 도로를 통해 접속하고 있으며, 당시에는 유료도로인 기타큐슈 고속도로 노선이 간몬 교와 규슈 자동차도 사이의 구간을 접속하고 있기 때문이다. 또한 정식으로 개통되자마자 공용이 개시되는 시기는 1973년 11월 14일이다.

## 도로
- 간몬 교 (E2A)
- 규슈 자동차도 (E3·1번)
- 기타큐슈 고속 4호선(일본어판)

## 접촉하는 도로
- 후쿠오카현도 제72호선 : 인근에는 후쿠오카현도 제25호선과 교차하여 접촉 가능.

## 역사
- 1973년 11월 14일 : 주고쿠 자동차도의 오즈키 나들목(일본어판)과 시모노세키 나들목(일본어판) 사이의 구간 및 간몬 교의 간몬 나들목~모지 나들목 사이의 구간이 정식으로 개통. 당시에는 기타큐슈 도로와 직접 접촉하여 후쿠오카시까지 빠르게 접촉하는 것이 가능하도록 도로의 선형이 개선됨.
- 1984년 3월 27일 : 규슈 자동차도의 모지 나들목에서 고쿠라히가시 나들목(일본어판) 사이의 구간이 정식 개통.

## 요금소
일반 고속도로의 출입구 요금소와 도시 고속도로 간의 합병수수 요금소가 병렬된 형태로 설치되어 있다.
- 부스 수 : 13곳

### 입구
- 부스 수 : 5곳
  - ETC 전용 : 3곳 (도시고속 측 : 2곳, 일반도 측 : 1곳)
  - 일반용：2곳 (도시고속 측과 일반도[2] 측 각각 1곳 설치)

### 출구
- 부스 수 : 8곳
  - ETC 전용 : 3곳 (도시고속 측 : 2곳, 일반도 측 : 1곳)
  - 일반용 : 5곳 (도시고속 측 : 2곳, 일반도 측 : 3곳)

## 주변
- 메카리 공원(일본어판)
- 모지코 레트로
- 간몬 국도 터널